# Árabe libanés
El árabe libanés es la forma de árabe dialectal hablada en el Líbano. Como el resto de las variedades habladas de la lengua árabe, no tiene carácter oficial, siendo el árabe estándar la variedad que se usa en la escritura, los medios de comunicación y los contextos muy formales. Existen también, como en otras partes del mundo árabe, un registro intermedio entre el árabe estándar y el árabe dialectal que se utiliza en contextos formales pero distendidos. 
La mayoría de los vocablos del libanés son árabes, pero como ocurre con todos los dialectos de la región, se ha enriquecido con aportaciones del turco desde el siglo XVI, cuando la región estaba gobernada por los turcos otomanos. Este dialecto además, ha asimilado palabras provenientes del francés y del inglés.

## Clasificación
El árabe libanés es una de las variedades de árabe levantino del idioma árabe. Muchos libaneses, especialmente grupos radicales de derecha como los Guardianes de los Cedros, consideran al árabe libanés una lengua separada. Sin embargo, si el árabe libanés fuera considerado una lengua separada, entonces otros dialectos como el árabe egipcio, el árabe palestino o el árabe iraquí tendrían que considerarse como lenguas separadas también. Muchos dialectos árabes difieren significativamente del árabe estándar pero son mutuamente inteligibles.

## Reforma ortográfica
El árabe libanés raramente es escrito, excepto en novelas donde el dialecto está implicado o en algunos tipos de poesía que no utilizan el árabe clásico en absoluto. Las publicaciones formales en Líbano, tales como los periódicos, son escritos en el árabe clásico estándar. Como el chino, el árabe utiliza una lengua literaria para la escritura llamada árabe estándar moderno o ¨fushá¨. El alifato o alfabeto árabe es utilizado regularmente, sin embargo, el alfabeto latino es usado informalmente en los medios de trasmisión electrónica. El poeta y filósofo Saïd Akl propuso el uso del alfabeto latino, pero no tuvo aceptación general.